# جين مانسن
جين مانسن (بالإنجليزية: Jeane Manson)‏ هي مغنية وممثلة أمريكية، ولدت في 1 أكتوبر 1950 بكليفلاند في الولايات المتحدة. من الجوائز التي نالتها بلاي بوي بلاي ميت سنة 1974.

## أعمال

### أفلام
- (1983) من العاشرة حتى منتصف الليل

## جوائز
- بلاي بوي بلاي ميت (1974)

## وصلات خارجية
- جين مانسن على موقع IMDb (الإنجليزية)
- جين مانسن على موقع ألو سيني (الفرنسية)
- جين مانسن على موقع ميوزك برينز (الإنجليزية)
- جين مانسن على موقع قاعدة بيانات الأفلام السويدية (السويدية)
- جين مانسن على موقع ديسكوغز (الإنجليزية)
- جين مانسن على موقع قاعدة بيانات الفيلم (الإنجليزية)
- جين مانسن على موقع كينوبويسك (الروسية)